# Ignacio de León Salcedo
Ignacio de León Salcedo y Benjumea (fl 1655-1685), fue un pintor barroco español activo en Sevilla. Discípulo de Juan de Valdés Leal, según Ceán Bermúdez, asistió en 1666 y 1667 a la academia de dibujo creada por Murillo y Francisco de Herrera el Mozo algunos años antes. El mismo Ceán mencionaba un cuadro de su mano en el convento de mercedarios calzados de Sevilla, en el que estaba representado San Pedro Nolasco corrigiendo a los novicios, «pintado con espíritu y buen gusto de color», con el que se acreditaría el aprendizaje con Valdés Leal.
En 1655 se examinó como oficial de  pintor de imaginería al óleo, dorador y estofador, ante Juan Chamorro, Manuel de Aguilar y otros maestros pintores, estando Valdés Leal ausente de Sevilla. En el documento se decía de él que era de edad de 19 años, de buen cuerpo, bozo incipiente y señal de herida en la frente. Solo un año más tarde, firmando ya como maestro pintor, arrendaba unas casas en la colación de San Vicente. Ampliamente documentado por Duncan T. Kinkead, hay constancia de su matrimonio en estos años con Paula de Luna, con quien tuvo al menos tres hijos, el mayor nacido en 1660; de su admisión en 1661 como hermano de la Doctrina Cristiana; de sus relaciones con otros artistas, como Francisco Meneses Osorio y Pedro Roldán, de quienes salió fiador, y de los contratos de aprendizaje firmados con Nicolás Pérez, natural de las Canarias y de 17 años, al que recibió como aprendiz en su casa en 1662, con Lucas Mejía, de catorce años, y Baltasar de los Reyes, de once, que se colocaron con él en 1664, y con Juan de Fuentes, de catorce años, aprendiz de dorador, en 1670. Se documentan también transacciones comerciales e inmobiliarias, que indican cierto acomodo, pero en lo que a su actividad como pintor se refiere únicamente se han podido documentar labores de dorado y encarnado, contratando solo o en compañía de otros maestros, entre otros trabajos, los de dorado de un tabernáculo en el convento de la Asunción de monjas mercedarias calzadas (1660), del monumento del convento de dominicas (1662), de un retablo en la cartuja de Jerez (1663), del retablo de la capilla de la Hermandad del Santo Cristo de la Corona en el Sagrario de la catedral de Sevilla (1674), del retablo del Santo Cristo, colateral de la iglesia de San Marcos (1677-1679), del retablo de la parroquial de Castilblanco de los Arroyos (1677) y del retablo mayor del convento de San Francisco de Paula de Sevilla (1680).